# Detektiv Monk
 Der er for få eller ingen kildehenvisninger i denne artikel, hvilket er et problem. Du kan hjælpe ved at angive troværdige kilder til de påstande, som fremføres i artiklen.

Detektiv Monk (originaltitel: Monk) er en amerikansk TV-serie om topdetektiven Adrian Monk, der lider af OCD, og som er bange for verden. Han drikker f.eks. kun Sierra Springs, alt andet er farligt. Men han er god til at løse mysterier.

## Plot
Monk var en dygtig politiefterforsker, til hans kone døde efter en bileksplosion. Monk har flere teorier om bomben. Bl.a. at den var tiltænkt ham, men han kommer frem til at det må hænge sammen med konens (Trudy) fortid som journalist, hvor hun har opdaget noget farligt. Det giver Monk nervesammenbrud, og hans bliver sagt op som politiefterforsker. 
I tre år lever han som fange i sit eget hjem og kommer først ud efter hjælp fra sygeplejerske Sharona Fleming. Selv om han stadig har problemer, kan han arbejde som privatdetektiv. 
I alt har han 312 fobier: fra mariehøns til bakterier. 
Monk bliver tit kontaktet af Stottlemeyer, når politiet har brug for hans hjælp. Adrian Monk ser ting, som ingen andre ser, og hans hjerne fungerer næsten som en supercomputer. Hans fotografiske hukommelse gør, at han kan huske ting han har set og sætte dem ind i nye sammenhæng. Stottlemeyer bliver ofte irriteret over Monks mange særheder, men han bærer over med ham, fordi han respekterer ham som ven og kollega. 
Den røde tråd i serien er Adrian Monks søgen efter, hvem der dræbte han kone. Selv om årene går, søger han stadig. Han bliver ved med at finde gamle avisklip frem fra skufferne for at se, om han har overset noget, men det viser sig, at det afgørende spor ligger lige for næsen af ham. 

## Medvirkende
Faste medvirkende
- Tony Shalhoub som Adrian Monk
- Bitty Schram som Sharona Fleming (sæson 1–3)
- Ted Levine som Captain Leland Stottlemeyer
- Jason Gray-Stanford som Lieutenant Randy Disher
- Traylor Howard som Natalie Teeger (sæson 3–8)

Øvrige medvirkende
- Emmy Clarke som Julie Teeger
- Stanley Kamel som Dr. Charles Kroger
- Héctor Elizondo som Dr. Neven Bell
- Stellina Rusich som Trudy Monk (i første og anden sæson og Melora Hardin fra tredje sæson)
- Jarrad Paul som Kevin Dorfman
- Tim Bagley som Harold Krenshaw
- Benjy Fleming som Sharonas søn (Kane Ritchotte i pilotafsnittet og sæson to og tre, og Max Morrow i første sæson)
- John Turturro som Ambrose Monk
- Dan Hedaya som Jack Monk
- Adam Arkin som Dale "The Whale" Biederbeck (i første sæson, Tim Curry i anden sæson, og Ray Porter i sjette sæson)
- Glenne Headly som Karen Stottlemeyer
- Sharon Lawrence som Linda Fusco
- Virginia Madsen som Trudy Jensen
- Sarah Silverman som Marci Maven